# Thann (Adelsgeschlecht)
Die Herren von Thann, auch Tann geschrieben, waren ein fränkisches Geschlecht mit Stammsitz in Thann, einem heutigen Gemeindeteil des Marktes Bechhofen in Mittelfranken.

## Geschichte
Die Brüder Liupold und Hermann von Thann erschienen 1260 als Zeugen in einer Urkunde des Küchenmeisters Liupold von Nordenberg.
Im Jahr 1265 kommt ein Conrad von Thann als Zeuge in einer Urkunde der Grafen von Oettingen vor.
Etwas später, 1283, wurden Conrad der Jüngere von Thann und Friedrich von Thann erwähnt,  letzterer nochmals 1287 und 1296.
Im Stift Niedermünster in Regensburg waren mehrere Frauen der Familie.
Der am 27. Oktober 1285 verstorbene Lupold von Thann hatte / hat ein Grabmal in der Franziskanerkirche in Rothenburg ob der Tauber.
Im Jahre 1335 tritt ein Lupold Thann von Gattenhofen auf, der mit einer Agnes, Tochter des Arnold von Königshofen, auf Güter zu Oberkessach, welche ihr Bruder an die Frühmesse zu Berlichingen verkauft hat, verzichtet.
Wiprecht von Thann wurde von dem Württembergischen Grafen Eberhard II. mit einem Anteil an Schaubeck belehnt, wogegen er dem Grafen 1374 das Öffnungsrecht der Burg Insingen verschrieb. 1392 kauft Wiprecht einen Zehentanteil zu Hengstfeld von Renbot Streckfuss, 1400 Güter und Gülten zu Assamstadt und Züttlingen. Von seinem Schwager Wilhelm von Klepsheim kaufte er 1412 einen Teil der Burg Dörzbach mit Zubehör in Rortal (Wüstung in Dörzbach) und Rengershausen. Wiprecht von Thann und seine Frau Guta von Veinau traten 1415 die Vogtei und das halbe Gericht zu Diebach und Vogtei und Gericht zu Beenberg an das Kloster Schöntal gegen dessen Güter zu Dörzbach ab.
Konrad von Limpurg belehnte 1424 Peter von Thann mit dem sechsten Teil der Burg Dörzbach. Ein Jahr später hat dieser den Bobachshof (Ingelfingen), einen Hof in Weißbach, den Zehenten von Bölgental (Satteldorf) und Roth am See und vier Güter in Rortal als hohenlohisches Lehen.
Peter II. von Thann verkaufte den Zehenten von Bölgental 1471 an das Kloster Anhausen und bekommt 1473 wieder den Bobachshof von Hohenlohe zu Lehen. 1474 baute er einen Turm der Stadtmauer zu seiner Wohnung um. Etwa 1480 verkaufte er seinen Anteil der Burg Dörzbach an den Deutschmeister. 1482 eignen die Grafen von Hohenlohe ihm den Bobachshof und die Güter in Rortal gegen einen Hof in Roth am See. Noch im selben Jahr verkaufte er den erworbenen Besitz an Heinrich Boxberger.
Ein Totenschild des 1487 verstorbenen Oswald von Thann, der vermutlich in der Stammheimat lebte, hängt in der Kirche St. Gumbertus in Ansbach.

## Wappen
Das Wappen der Familie von Thann waren in Gold oder Silber zwei quergelegte Hirschstangen, diese entweder in Blau oder Schwarz.

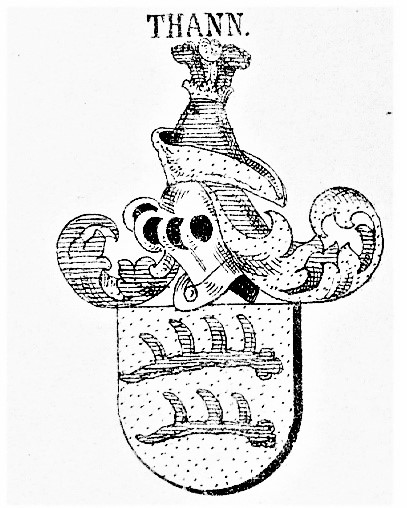
Wappen nach Seyler 1884.
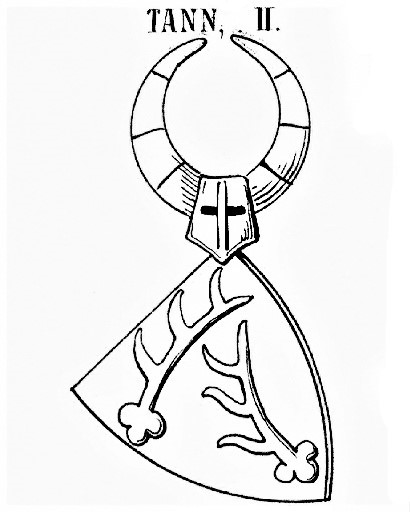
Wappen nach Seyler 1911. Grundlage bildete das Grabmal des Lupold von Thann (1285) in der Franziskanerkirche Rothenburg.
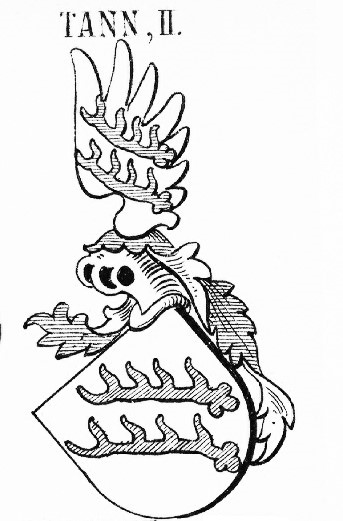
Wappen nach Seyler 1911. Grundlage bildete das Stadion'sche Wappenbuch.
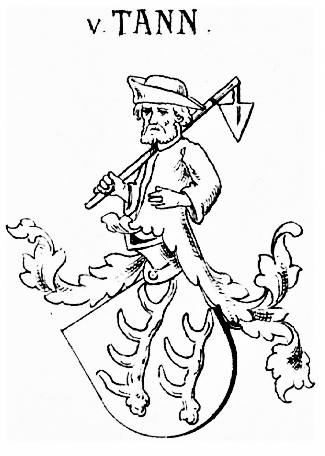
Wappen des Wiprecht von Thann nach Seyler 1911.